# Cerioporus
Cerioporus is een geslacht van schimmels behorend tot de familie Polyporaceae. De typesoort is Cerioporus squamosus.  Veel soorten in Cerioporus werden vroeger in het geslacht Polyporus geplaatst, maar fylogenetische analyse toont aan dat Cerioporus een apart geslacht is. Er is gemeld dat paddenstoelen een aanzienlijke antioxiderende en antimicrobiële activiteit hebben. De vruchtlichamen zijn taai, vooral als ze volwassen zijn. De vorm is polyporoid tot trametoid. De sporen zijn fusoïde. Het heeft een dimitisch hyfensysteem. De hyfen zijn samengesteld uit bindende of skelethyfen. De skelethyfen zijn opgeblazen en axiaal.

## Soorten
Volgens Index Fungorum telt het geslacht 19 soorten (peildatum februari 2023):
| Soortnaam                             | Auteur(s)                                            | Publicatiejaar |
| ------------------------------------- | ---------------------------------------------------- | -------------- |
| Cerioporus choseniae                  | (Vassilkov) Zmitr. & Kovalenko                       | 2016           |
| Cerioporus corylinus                  | (Mauri) Zmitr. & Kovalenko                           | 2016           |
| Cerioporus decipiens                  | (Bres.) Zmitr.                                       | 2018           |
| Cerioporus flavus                     | (Sw.) Zmitr.                                         | 2018           |
| Cerioporus glabrus                    | (Ryvarden) Zmitr.                                    | 2018           |
| Cerioporus hygrocybe                  | (M. Pieri & B. Rivoire) Zmitr. & Kovalenko           | 2016           |
| Cerioporus leptocephalus              | (Jacq.) Zmitr.                                       | 2016           |
| Cerioporus melanocarpus               | (B.K. Cui, Hai J. Li & Y.C. Dai) Zmitr.              | 2018           |
| Cerioporus meridionalis               | (A. David) Zmitr. & Kovalenko                        | 2016           |
| Cerioporus orcomantus                 | (Robledo & Rajchenb.) Zmitr.                         | 2018           |
| Cerioporus parvisporus                | (Ryvarden) Zmitr.                                    | 2018           |
| Cerioporus rangiferinus               | (Bolton) Zmitr., Volobuev, I. Parmasto & Bondartseva | 2017           |
| Cerioporus scutellatus                | (Schwein.) Zmitr.                                    | 2018           |
| Cerioporus sepiicolor                 | (Corner) Zmitr.                                      | 2018           |
| Cerioporus squamosus                  | (Huds.) Quél.                                        | 1886           |
| Cerioporus subtropicus                | (B.K. Cui, Hai J. Li & Y.C. Dai) Zmitr.              | 2018           |
| Cerioporus tibeticus                  | (B.K. Cui, Hai J. Li & Y.C. Dai) Zmitr.              | 2018           |
| Cerioporus tropicus                   | (B.K. Cui, Hai J. Li & Y.C. Dai) Zmitr.              | 2018           |
| Cerioporus varius (Waaierbuisjeszwam) | (Pers.) Zmitr. & Kovalenko                           | 2016           |